# Гельсінський філармонічний оркестр
Гельсінський філармонічний оркестр (фін. Helsingin kaupunginorkesteri, швед. Гельсінгфорс stadsorkester) — фінський симфонічний оркестр, що базується в Гельсінкі. Заснований в 1882 році Робертом Каянусом як оркестрове товариство, оркестр є найстарішим постійно діючим оркестром північних країн. У 1914 р. отримав сучасну назву після об'єднання з Гельсінським симфонічним оркестром. До 1962 року одночасно був також оркестром Фінської національної опери.

## Головні диригенти
- Роберт Каянус (1882—1932)
- Георг Шнеевойгт (1932—1940)
- Армас Ярнефельт (1942—1943)
- Мартті Симил (1945—1951)
- Таун Ханнікайнен (1951—1963)
- Йорма Панула (1965—1972)
- Пааво Берглунд (1975—1979)
- Ульф Седерблом (1978—1979)
- Окко Каму (1981—1989)
- Серджіу Комісійна (1990—1994)
- Лейф Сегерстам (1995—2007)
- Юн Стургордс (2008–2015)
- Сусанна Мялккі з 2016